# Moblin
Moblin, Viết tắt của 'mobile Linux', là một hệ điều hành và và ngăn xếp ứng dụng cho nguồn mở cho Mobile Internet Devices (MIDs), netbook, nettops và các thiết bị nhúng.
Được xây dựng xung quanh bộ xử lý Intel Atom, tất cả các bản dựng được thiết kế để giảm thiểu thời gian khởi động và mức tiêu thụ điện năng như một netbook và hệ điều hành MID. Phiên bản netbook / máy tính để bàn của Moblin hỗ trợ các chipset khác dựa trên bộ hướng dẫn SSSE3, chẳng hạn như Core2 và một số bộ xử lý Celeron.
Hỗ trợ OEM rất khan hiếm nhưng đạt mức cao nhất vào năm 2009 khi Acer thay thế Linpus Linux bằng Moblin trên netbook Acer Aspire One của họ.  và LG Electronics chọn Moblin OS 2.1 cho dòng smartphone LG GW990. Dell Dell cũng đã từng chấp nhận đơn đặt hàng cho Ubuntu Moblin Remix, phiên bản của Canonical Ltd.
Rất ít sản phẩm thương mại tồn tại xung quanh Moblin 2 nổi bật nhất là netbook foxconn và smartphone InvenTech, cả hai đều được công bố tại Computex 2009. Mandriva đã cung cấp phiên bản v2 của Moblin cho tất cả các chủ sở hữu phân phối và netbook của Mandriva.
Tại Consumer Electronics Show tháng 1 năm 2010, MSI và Novell đã công bố SUSE Moblin được cài đặt sẵn trên netbook MSI U135. Sau khi phát hành Moblin version 2.1, đây là nhà sản xuất thiết bị gốc đầu tiên (OEM) bán netbook dựa trên bộ xử lý Intel Atom được hỗ trợ đầy đủ chạy công nghệ dựa trên Moblin cho người tiêu dùng. Nó đã được trình diễn tại cả hai gian hàng MSI và Intel tại triển lãm. Ngoài ra, Samsung đã trưng bày bốn netbook được tải sẵn SUSE Moblin.
Tại Mobile World Congress tháng 2 năm 2010, đã thông báo rằng dự án Moblin sẽ hợp nhất với Maemo để tạo ra nền tảng phần mềm di động MeeGo. Nokia đã dừng mọi hoạt động phát triển MeeGo sau khi chuyển sang Windows Phone năm 2011 và Intel cũng ngừng công việc để tham gia dự án Tizen.

## Lịch sử

Mối quan hệ của Moblin với hệ điều hành di động

Intel khởi động trang web Moblin.org vào tháng 7 năm 2007 và cập nhật đáng kể trang web vào tháng 4 năm 2008 với sự ra mắt của gia đình bộ xử lý Intel Atom tại Intel Developer Forum ở Shanghai.  Bộ phát triển phần mềm tùy chỉnh (SDK) có sẵn trên trang web. Hệ điều hành Moblin 2 được thiết kế đặc biệt để chạy trên bộ xử lý Intel Atom trong netbook.
Tháng 4 năm 2009, Intel đã chuyển giao Moblin cho Linux Foundation. Sau đó, Moblin được hợp nhất với Maemo, trở thành MeeGo. Sự phát triển của MeeGo cũng được tổ chức bởi Linux Foundation, và ban đầu được điều hành bởi Technical Steering Group do Imad Sousou của Intel và Valtteri Halla của Nokia giám sát.
Linux Foundation đã hủy bỏ MeeGo tháng 9 năm 2011 để ủng hộ Tizen. Một start-up mới ở Phần Lan, Jolla, đã thông báo vào tháng 7 năm 2012 rằng người kế nhiệm Mer do cộng đồng của MeeGo, sẽ là nền tảng của hệ điều hành mới Sailfish OS của họ dự kiến sẽ ra mắt trên điện thoại thông minh trong năm 2013.

## Moblin 2
Tại Linux Collaboration Summit tháng 4 năm 2009, Intel đã chứng minh rằng bản phát hành Moblin 2 alpha có thể tải các thành phần chính của ngăn xếp, bao gồm cả hệ thống đồ họa và khởi động chỉ trong vài giây. Ngày 19 tháng 5 năm 2009, Imad Sousou thông báo phát hành Moblin v2.0 beta cho Netbook và Nettops để thử nghiệm cho nhà phát triển. Bản phân phối Core của Moblin 2 dựa trên các bản dựng gần đây của Fedora, nhưng các bản phân phối khác để công bố hỗ trợ trong tương lai cho ngăn xếp Moblin cốt lõi bao gồm Linpus và Ubuntu.
Bản phát hành lớn thứ hai này đánh dấu sự thay đổi từ môi trường desktop Xfce sang giao diện người dùng GNOME Mobile được xây dựng tùy chỉnh dựa trên Clutter của OpenedHand một phần quan trọng của môi trường đồ họa của Maemo, được xây dựng xung quanh X Window System. Giao diện người dùng mới cũng bao gồm trình duyệt web Gecko tích hợp. The Register đã bị ấn tượng bởi giao diện nhưng ghi nhận sự hiện diện của "một vài lỗi rõ ràng" và mô tả bản phát hành beta của Moblin 2 là "gần với bản alpha hơn là bản beta".

## Thành phần chính
- Moblin Image Creator (MIC): cho phép các nhà phát triển tạo một hệ thống file Linux tùy chỉnh cho một thiết bị. Sử dụng MIC, một nhà phát triển nền tảng có thể chọn các thành phần từ Moblin mà họ muốn trên thiết bị của mình, xây dựng hệ thống file đích, sao chép tất cả các file cần thiết vào thiết bị lưu trữ USB và tải các file kết quả vào thiết bị mục tiêu.
- Kernel: các bản vá dành riêng cho nền tảng cho nhân Linux và nhiều trình điều khiển thiết bị khác.
- UI Framework: giao diện màn hình và framework dựa trên Clutter- và GTK + cơ bản của nó.
- Power Management Policy: mở rộng và nâng cao khả năng quản lý năng lượng hiện có của Linux
- Browser: Moblin browser là trình duyệt web đầy đủ tính năng dựa trên công nghệ Mozilla với giao diện người dùng điều khiển bằng ngón tay và tích hợp giao diện người dùng MID.[cần dẫn nguồn] Moblin browser hỗ trợ khóa plug-in[cần giải thích] giống như Adobe Flash.
- Multimedia: phát lại âm thanh, video và xem ảnh bao gồm framework multimedia Helix hay GStreamer với các hỗ trợ Universal Plug and Play thông qua thư viện GUPnP.
- Linux Connection Manager: Các kết nối Internet có thể được mở rộng thông qua các plug-ins[cần giải thích] để hỗ trợ các công nghệ có dây hoặc không dây khác nhau.

## Ứng dụng
Giao diện của Moblin 2 được thiết kế cho netbook và nettops và được xây dựng trên công nghệ đồ họa nguồn mở, chẳng hạn như Clutter, DRI2, và KMS, được thiết kế xung quanh các thanh công cụ và panel có sẵn ở đỉnh màn hình.
- Myzone là một biến thể trên màn hình nền hoặc màn hình chính. Nó cung cấp một cái nhìn tổng quan về các hoạt động mới nhất của người dùng trên hệ thống. Màn hình được chia thành ba khu vực: các hoạt động gần đây, đó là lịch và các mục việc cần làm (bên trái); các file và trang web gần đây, chẳng hạn như hình ảnh đã xem và các trang web đã truy cập (trung tâm); và các cập nhật mạng xã hội gần đây, hiện đang theo dõi Twitter và Last.fm (phải)
- Thanh công cụ tùy chỉnh cung cấp nhiều nội dung được cá nhân hóa hơn trên các màn hình mà nó điều hướng đến, hơn hầu hết các thanh công cụ khác. Hầu hết các mục menu đều mở màn hình hiển thị nội dung chủ đề được truy cập gần đây nhất. Ví dụ: bảng điều khiển vùng làm việc quản lý, sắp xếp và chuyển sang các ứng dụng hiện đang chạy và bảng điều khiển phương tiện hiển thị các file phương tiện đã phát và đã xem gần đây.
- Trình duyệt được tối ưu hóa dựa trên công nghệ trình duyệt Mozilla được sửa đổi thành một Clutter shell.
- Trình phát đa phương tiện 'có thể thu phóng' cho phép xem tất cả phương tiện cùng một lúc tập trung vào một hình ảnh, phim hoặc bản âm thanh riêng lẻ. Trình phát đa phương tiện phát hiện và lập chỉ mục phương tiện trên các thiết bị USB bên ngoài, cũng như các thiết bị UPnP trên mạng.